# Sermons of the Sinner
Sermons of the Sinner è il primo album in studio del gruppo musicale heavy metal KK's Priest, pubblicato il 1º ottobre del 2021 da Explorer1 Music Group.

## Il disco
Dopo numerosi mesi di gestazione, il 12 maggio del 2021 vengono svelati tutti i dettagli e il videoclip del primo singolo intitolato Hellfire Thunderbolt. Seguiranno quelli dei successivi estratti: Sermons of the Sinner, Brothers of the Road, Raise Your Fists, Return of the Sentinel.

## Tracce
1. Incarnation – 0:58
2. Hellfire Thunderbolt – 3:49
3. Sermons of the Sinner – 5:25
4. Sacerdote Y Diablo – 5:35
5. Raise Your Fists – 4:10
6. Brothers of the Road – 3:22
7. Metal Through and Through – 8:13
8. Wild and Free – 4:15
9. Hail for the Priest – 5:44
10. Return of the Sentinel – 8:59

## Formazione
- Tim "Ripper" Owens - voce
- K.K. Downing – chitarra
- A.J. Mills – chitarra
- Tony Newton  - basso
- Sean Elg - batteria